# HD 37124 d
HD 37124 d – planeta pozasłoneczna okrążająca gwiazdę HD 37124 położoną w gwiazdozbiorze Byka. Jest to gazowy olbrzym o masie minimalnej ok. 0,7 masy Jowisza. Jeden obieg wokół gwiazdy zajmuje mu ok. 1862 dni.
HD 37124 d została odkryta w 2002 r. metodą pomiaru zmian prędkości radialnej gwiazdy, jako druga planeta w tym układzie. Początkowo nosiła nazwę HD 37124 c, jednak została przemianowana na HD 37124 d po odkryciu w 2005 r. trzeciej planety, która przejęła jej stare oznaczenie. Obecne oznaczenia b, c, d odpowiadają odległości planet od gwiazdy – b to planeta najbliższa, d – najdalsza, jednak w 2005 nie było to pewne, gdyż według wyliczeń zespołu Stevena Vogta planeta d mogła krążyć albo bardzo blisko (0,17 au), albo daleko od swej gwiazdy (3,19 au). Późniejsze badania dowiodły, że HD 37124 d jest jednak najdalszą planetą w tym układzie, jej średnią odległość od gwiazdy wyliczono na ok. 2,8 au, czyli niewiele mniej niż wartość 2,95 au podana w pracy odkrywców tej planety opublikowanej w 2003 roku.